# Féérie de Noël

Féérie de Noël ou Chantal Goya au Palais des Congrès 1993 est le premier spectacle qui marque le grand retour de la chanteuse sur scène. Ce spectacle rassemble les plus beaux tableaux vivants des cinq comédies musicales créées par Jean-Jacques Debout pour son épouse, et présenté comme "un résumé des épisodes précédents" des aventures de Marie-Rose, personnage incarné sur scène par Chantal Goya. Les représentations ont eu lieu au Palais des congrès de Paris du 18 décembre 1993 au 2 janvier 1994.

## Chansons

### Acte I
1. Medley d'Ouverture
2. Prologue
3. Comme c'est bon de rêver
4. Jeannot Lapin
5. Un lapin
6. Pandi Panda
7. Indochine la terre où je suis née
8. Mécky le hérisson
9. Martine petit rat de l'Opéra
10. Monsieur le Chat Botté
11. Papa Mille pattes
12. Mais en attendant Maître Renard
13. Monsieur Croque-Monsieur
14. Coucou la Grenouille
15. Loup - Loup

### Acte II
1. Medley d'Ouverture
2. Chacun son métier
3. Bécassine
4. La poussière est une sorcière
5. L'Alphabet en chantant
6. C'est Guignol !
7. Au Théâtre des automates
8. Le Bon Dieu
9. Les trois Joyeux Pieds nickelés
10. Snoopy
11. Voilà les Rats
12. Samantha
13. Venise (Ballet des Musiciens)
14. Mon Pinocchio
15. Polichinelle
16. Ballet des Tambourins
17. Aime
18. Adieu les jolis foulards

## Décors & Personnages

### Décors
La première partie du spectacle a pour décor la forêt du spectacle Le Mystérieux Voyage de Marie-Rose (1984). Le personnage de Monsieur le Chêne est présent sur scène comme pour le spectacle de 1984. 
La deuxième partie se déroule dans la ville d'Animau(x)ville, déjà présente dans le spectacle Le Soulier qui vole (1980, 1981, 1994-1995 et 2019).

### Personnages
En dehors des personnages mis en avant par les chansons du spectacle, d'autres personnages issus des autres spectacles de Chantal Goya font ici une apparition. Ainsi, le personnage de Frimagor issu du spectacle L'Étrange Histoire du château hanté de 1989 intervient au début de la première partie. Les personnages du Professeur Gabachou et de Monsieur Babylo (tous deux issus du spectacle La Planète merveilleuse (1982, 1983 et 2014) croisent également la route de Marie-Rose.

## Crédits
- Spectacle écrit et mis en scène par Jean-Jacques Debout
- Produit par Roland Hubert en accord avec Eddy Marouani
- Chorégraphie : Arthur Plasschaert
- Décors : Pierre Simonini
- Lumières : Roger Ragoy
- Costumes : Philippe Binot
- Direction musicale : Jean-Daniel Mercier

## Autour du spectacle
- Une tournée a eu lieu en province, DOM-TOM, Belgique et Suisse.
- À la même époque, Chantal Goya a enregistré pour les éditions Atlas toute une série d'histoires autour du personnage de Martine. Chaque histoire était accompagnée d'une chanson inédite signée Jean-Jacques Debout. À cet effet, "Martine petit rat de l'Opéra" a été intégrée au spectacle. Toutefois, cette chanson ne figure pas sur la cassette vidéo du spectacle.
- Même si la chanson  C’est Guignol fait partie du spectacle, elle ne figure pas dans la cassette vidéo du spectacle.

## Supports

### VHS
- Le spectacle a été filmé et commercialisé en VHS sous le nom "Chantal Goya au Palais des Congrès" par AB productions en 1994.